# František Pelc
František Pelc (* 4. října 1962, Turnov) je český ekolog, státní úředník a politik, počátkem 21. století poslanec Poslanecké sněmovny za US-DEU, pak náměstek ministra životního prostředí, člen Strany zelených a ředitel Agentury ochrany přírody a krajiny ČR.

## Profesní a osobní život
V letech 1981-1986 vystudoval Univerzitu Karlovu, kde v roce 1986 získal titul doktora přírodních věd. V roce 1993 založil Nadaci pro záchranu a obnovu Jizerských hor, kde je do současnosti předsedou správní rady. Od počátku své kariéry působil v oblasti ochrany přírody. V roce 1986 nastoupil jako specialista do Správy CHKO Český ráj, v období let 1987-1989 působil coby okresní ekolog, mezi roky 1990–1995 byl ředitelem Správy CHKO Jizerské hory v Liberci, v letech 1995–2002 byl ředitelem Správy chráněných krajinných oblastí ČR.
V roce 1993 založil Nadaci pro záchranu a obnovu Jizerských hor, v níž působí jako předseda správní rady. Zaměřuje se na tematiku ochrany biodiverzity a obnovy lesů. Publikoval četné odborné studie. Externě přednáší na České zemědělské univerzitě v Praze politiku ochrany životního prostředí. Zasedá ve vědecké radě Fakulty životního prostředí této univerzity.
Je ženatý (žena Iveta) a má dvě děti (Marek a Adam).

## Stranické a veřejné funkce
V komunálních volbách roku 1994, komunálních volbách roku 1998, komunálních volbách roku 2002 byl zvolen do zastupitelstva města Turnov, v roce 1994 za ODA, v roce 1998 jako bezpartijní za Unii svobody a roku 2002 již jako člen Unie svobody-DEU. Neúspěšně do tamního zastupitelstva kandidoval i v komunálních volbách roku 2010, nyní za Stranu zelených. Profesně se uvádí k roku 1998 jako krajinný ekolog, k roku 2002 coby poslanec a v roce 2W2010 jako krajinný ekolog a ředitel agentury. Zasedal i v městské radě.
Ve volbách v roce 2002 byl zvolen do poslanecké sněmovny za Unii svobody-DEU, respektive za alianci US-DEU a KDU-ČSL pod názvem Koalice, (volební obvod Liberecký kraj). Byl místopředsedou sněmovního výboru pro veřejnou správu, regionální rozvoj a životní prostředí a členem mandátového a imunitního výboru. Ve sněmovně setrval do voleb v roce 2006.
V letech 2006-2007 a znovu od roku 2010 je ředitelem Agentury ochrany přírody a krajiny České republiky. V mezidobí působil v letech 2007-2010 jako náměstek ministra životního prostředí řídící sekci ochrany přírody a krajiny.
V roce 2008 se stal členem Strany zelených a o rok později byl zvolen předsedou krajské organizace SZ v Liberci, kde vystřídal Jana Korytáře. V prosinci 2009 byl zvolen 1. místopředsedou strany. Členství v SZ v současnosti přerušil.